# أبرشية إفريقيا
أبرشية أفريقيا (باللاتينية: Dioecesis Africae) هي إحدى أبرشيات الإمبراطورية الرومانية في فترتها المتأخرة. كانت جزءاً من الولاية الإمبراطورية لإيطاليا، وكانت عاصمتها قرطاج. امتدت أراضي هذه الأبرشية على طول الجزء الغربي من الساحل الجنوبي للبحر المتوسط. وقد تم تأسيسها في القرن الرابع بعد إصلاحات ديوكلتيانوس (284–305)، وأصبحت تقسيمًا ضمن الإمبراطورية الرومانية الغربية. شملت هذه الأبرشية على 7 مقاطعات تم التعديل عليها كثيرًا، حيث تم دمج مقاطعات وإلغاء مقاطعات أخرى. وكان الإمبراطور جستينيان الأول (527–565) آخر من استعمل هذا التقسيم الإداري.
لقد سقط جزء كبير من هذه الأبرشية بيد قبائل الفاندال القادمة من منطقة إسكندنافيا عام 429، إلاّ أنها عادت تحت سيطرة الإمبراطورية الرومانية، ولكن هذه المرة تحت سيطرة الإمبراطورية الرومانية الشرقية، حيث استعادها البيزنطيون بعد فترة قصيرة، ليقوموا بإلغاء هذه الأبرشية وإحلال تقسيم آخر هو «ولاية أفريقيا الإمبراطورية». وقد بقت أراضي هذه المنطقة بحوزتهم حتى الفتح الإسلامي لشمال أفريقيا.

## المقاطعات
تتشكل هذه الأبرشية من 7 مقاطعات هي:
- أفريكا بروكوسولاريس (Africa proconsularis أو Zeugitana)
- بيزاجينا (Byzacena)
- موريتانيا سيتيفينسي (Mauretania Sitifensis)
- موريتانيا كايساريانسيس (Mauretania Caesariensis)
- نوميديا تشيرتيسيس (Numidia Cirtensis)
- نوميديا ميليتيان (Numidia Militian)
- تريبوليتانيا (Tripolitania) - طرابلس